# Santi patroni cattolici dei comuni della Lombardia
Lista di santi patroni cattolici dei comuni della Lombardia:

## Provincia di Bergamo
- Bergamo: sant'Alessandro di Bergamo e santa Grata.
- Ardesio: san Giorgio.
- Arzago d'Adda: san Lorenzo.
- Caravaggio: santi Fermo e Rustico.
- Casazza: san Lorenzo Martire.
- Castel Rozzone: san Bernardo Abate.
- Casnigo: san Giovanni Battista.
- Castro: san Lorenzo.
- Dossena: san Giovanni Battista.
- Endine Gaiano: san Giorgio.
- Entratico: San Martino di Tours
- Fara Gera d'Adda: Sant'Alessandro.
- Fino del Monte: sant'Andrea Apostolo.
- Fiorano al Serio: san Giorgio.
- Ghisalba: san Lorenzo.
- Leffe: san Michele Arcangelo.
- Mezzoldo: san Giovanni Battista.
- Mozzo: san Giovanni Battista.
- Romano di Lombardia: san Defendente.
- Rosciate: santa Maria Assunta.
- Negrone: san Pantaleone e san Nicola.
- Pontirolo Nuovo: san Michele Arcangelo.
- Treviglio: san Martino e santa Maria Assunta.                          • Sarnico: San Mauro Abate.

## Provincia di Brescia
- Brescia: Santi Faustino e Giovita.
- Adro: San Giovanni Battista.
- Bienno: Santi Faustino e Giovita.
- Bovegno: San Giorgio.
- Breno: San Valentino.
- Calvisano: Beata Cristina Semenzi, San Michele, San Silvestro.
- Capriolo: San Giorgio.
- Castegnato: San Vitale Martire e San Giovanni Battista.
- Castelcovati: Sant'Antonio abate.
- Cazzago San Martino: San Francesco di Paola.
- Cellatica: San Giorgio.
- Cividate Camuno: Santo Stefano Protomartire.
- Cologne: Santi Gervasio e Protasio.
- Cossirano: San Valentino.
- Dello: San Giorgio.
- Demo: San Lorenzo.
- Desenzano del Garda: Sant'Angela Merici.
- Erbusco: San Bonifacio.
- Esine: San Paolo.
- Ghedi: San Rocco
- Gussago: Santa Maria Assunta e San Lorenzo.
- Iseo: San Vigilio.
- Isorella: San Rocco.
- Malegno: Sant'Andrea apostolo.
- Montirone: San Lorenzo.
- Nadro: Santi Gervasio e Protasio.
- Ospitaletto: San Giacomo.
- Pompiano: Sant'Andrea apostolo.
- Ponte di Legno: Santi Pietro e Paolo.
- Pozzolengo: San Lorenzo.
- Provaglio d'Iseo: Santi Pietro e Paolo.
- Provezze: San Filastrio vescovo.
- Salò: San Carlo Borromeo.
- Trenzano: (in passato San Giorgio) Gottardo di Hildesheim, Santa Maria Assunta e San Michele Arcangelo.

## Provincia di Cremona
- Cremona: sant'Omobono.
- Crema: san Pantaleone.

## Provincia di Como
- Como: sant'Abbondio.
- Appiano Gentile: santo Stefano.
- Canzo: santo Stefano.
- Lomazzo: san Vito, san Siro.
- Longone al Segrino: san Giorgio.
- Lurago Marinone: san Giorgio.
- Menaggio: Santo Stefano Protomartire.
- Porlezza: San Vittore.
- Veniano: sant'Antonio Abate san Lorenzo in Veniano Superiore.
- Fenegrò: Maria Nascente.
- Cirimido: Santa Cristina Martire.
- Bulgarograsso: Sant'Agata Sant'Anna.
- Limido Comasco: Sant'Abbondio di Como B.V.Immacolata in Cascina Restelli].
- Valbrona: San Rocco[1]

## Provincia di Lecco
- Lecco: san Nicolò.
- Casatenovo: san Giorgio.
- Colico: san Giorgio.
- Olginate: Sant'Agnese.
- Varenna: san Giorgio.
- Costa Masnaga: S.Maria Assunta
- Valvarrone: S.Giovanni Paolo II

## Provincia di Lodi
- Lodi: San Bassiano.

## Provincia di Mantova
- Mantova: sant'Anselmo da Baggio.
- Borgo Virgilio
  - frazione San Cataldo: san Cataldo vescovo.
- Castellucchio: san Giorgio.
- San Giorgio di Mantova: san Giorgio.
- Bagnolo San Vito: san Vito.

## Città metropolitana di Milano
- Milano: Sant'Ambrogio
- Cesate: Sant'Alessandro e San Martino
- Cinisello Balsamo: Sant'Ambrogio
- Corbetta: San Vittore
- Legnano: San Magno
- Magenta: San Martino
- Magnago: San Michele arcangelo
- Parabiago: Santi Gervasio e Protasio
- Rho: San Vittore
- Rosate: Santo Stefano
- San Giorgio su Legnano: San Giorgio
- Sesto San Giovanni: San Giovanni Battista

## Provincia di Monza e della Brianza
- Albiate: san Fermo.

- Briosco: sant'Ambrogio e san Vittore.
- Busnago: sant'Anna

- Carate Brianza: sant'Ambrogio e san Simpliciano.
- Lazzate: san Lorenzo.
- Lentate sul Seveso: san Vito.
- Meda: santi Aimo e Vermondo.
- Monza: san Giovanni Battista e san Gerardo dei Tintori.
- Ornago: sant'Agata.
- Seregno: san Giuseppe e santa Valeria.
- Vedano al Lambro: santo Stefano.
- Verano Brianza: santi Nazario e Celso.
- Villasanta: sant'Anastasia.
- Vimercate: santo Stefano.

## Provincia di Pavia
- Pavia: san Siro.
- Breme: san Barnaba.
- Gropello Cairoli: san Giorgio.
- Marcignago: sant'Agata.
- Robbio: santo Stefano.
- Roncaro: san Michele Arcangelo.
- Varzi: san Giorgio.
- Vigevano: sant'Ambrogio; beato Matteo Carreri (protettore)
- Villanterio: san Giorgio.

## Provincia di Sondrio
- Sondrio: san Gervasio e san Protasio
- Albaredo per San Marco:
- Albosaggia:
- Andalo Valtellino:
- Aprica:
- Ardenno:
- Bema:
- Berbenno di Valtellina:
- Bianzone:
- Bormio: san Gervasio e san Protasio
- Buglio in Monte:
- Caiolo:
- Campodolcino:
- Caspoggio:
- Castello dell'Acqua:
- Castione Andevenno:
- Cedrasco:
- Cercino:
- Chiavenna: san Lorenzo
- Chiesa in Valmalenco: santi Filippo e Giacomo
- Chiuro:
- Cino:
- Civo:
- Colorina:
- Cosio Valtellino:
- Dazio:
- Delebio:
- Dubino:
- Faedo Valtellino:
- Forcola:
- Fusine:
- Gerola Alta: San Bartolomeo
- Gordona:
- Grosio: san Giuseppe
- Grosotto: sant'Eustorgio
- Lanzada:
- Livigno:
- Lovero: sant'Alessandro
- Madesimo:
- Mantello:
- Mazzo di Valtellina:
- Mello:
- Mese:
- Montagna in Valtellina:
- Morbegno: san Pietro e san Paolo
- Novate Mezzola:
- Pedesina:
- Piantedo:
- Piateda:
- Piuro:
- Poggiridenti:
- Ponte in Valtellina:
- Postalesio:
- Prata Camportaccio:
- Rasura:
- Rogolo:
- Samolaco:
- San Giacomo Filippo:
- Sernio:
- Sondalo:
- Spriana:
- Talamona:
- Tartano:
- Teglio: sant'Eufemia, san Giorgio
- Tirano: san Michele Arcangelo, san Martino, Madonna di Tirano
- Torre di Santa Maria:
- Tovo di Sant'Agata:
- Traona:
- Tresivio:
- Val Masino: San Pietro
- Valdidentro:
- Valdisotto:
- Valfurva: 
  - Santa Caterina Valfurva: san Nicola, santa Caterina d'Alessandria
- Verceia:
- Vervio:
- Villa di Chiavenna:
- Villa di Tirano:

## Provincia di Varese
- Varese: san Vittore il Moro
- Agra
- Albizzate
- Angera
- Arcisate
- Arsago Seprio
- Azzate
- Azzio
- Barasso
- Bardello
- Bedero Valcuvia
- Besano
- Besnate
- Besozzo
- Biandronno
- Bisuschio
- Bodio Lomnago
- Brebbia: San Pietro e San Paolo
- Bregano
- Brenta
- Brezzo di Bedero
- Brinzio
- Brissago-Valtravaglia
- Brunello
- Brusimpiano
- Buguggiate
- Busto Arsizio: San Giovanni Battista e San Michele Arcangelo
- Cadegliano-Viconago
- Cadrezzate
- Cairate
- Cantello
- Caravate
- Cardano al Campo
- Carnago
- Caronno Pertusella
- Caronno Varesino
- Casale Litta
- Casalzuigno
- Casciago
- Casorate Sempione
- Cassano Magnago
- Cassano Valcuvia
- Castellanza
- Castello Cabiaglio
- Castelseprio
- Castelveccana
- Castiglione Olona
- Castronno
- Cavaria con Premezzo
- Cazzago Brabbia
- Cislago
- Cittiglio
- Clivio
- Cocquio-Trevisago
- Comabbio
- Comerio
- Cremenaga
- Crosio della Valle
- Cuasso al Monte
- Cugliate-Fabiasco
- Cunardo
- Curiglia con Monteviasco
- Cuveglio
- Cuvio
- Daverio
- Dumenza
- Duno: santi Giuliano e Basilissa
- Fagnano Olona
- Ferno
- Ferrera di Varese
- Gallarate: San Cristoforo
- Galliate Lombardo
- Gavirate
- Gazzada Schianno
- Gemonio
- Gerenzano
- Germignaga
- Golasecca
- Gorla Maggiore
- Gorla Minore
- Gornate-Olona
- Grantola
- Inarzo
- Induno Olona
- Ispra
- Jerago con Orago
- Lavena Ponte Tresa
- Laveno-Mombello
- Leggiuno
- Lonate Ceppino: Santi Pietro e Paolo e Beata Vergine Maria del Rosario
- Lonate Pozzolo
- Lozza
- Luino
- Luvinate
- Maccagno con Pino e Veddasca
- Malgesso
- Malnate
- Marchirolo
- Marnate
- Marzio
- Masciago Primo
- Mercallo
- Mesenzana
- Montegrino Valtravaglia
- Monvalle
- Morazzone
- Mornago
- Oggiona con Santo Stefano
- Olgiate Olona
- Origgio
- Orino
- Osmate
- Porto Ceresio
- Porto Valtravaglia
- Rancio Valcuvia
- Ranco
- Saltrio
- Samarate
- Sangiano
- Saronno: San Pietro e San Paolo
- Sesto Calende
- Solbiate Arno
- Solbiate Olona
- Somma Lombardo
- Sumirago
- Taino: santo Stefano.
- Ternate
- Tradate
- Travedona-Monate
- Tronzano Lago Maggiore
- Uboldo
- Valganna
- Varano Borghi
- Vedano Olona
- Venegono Inferiore
- Venegono Superiore: san Giorgio.
- Vergiate
- Viggiù: santo Stefano.
- Vizzola Ticino